# 茨木市立彩都西中学校
茨木市立彩都西中学校（いばらきしりつ さいとにしちゅうがっこう）は、大阪府茨木市彩都あさぎ四丁目にある公立中学校。
国際文化公園都市（彩都）に位置する中学校として、2008年に茨木市立豊川中学校の校区のうち茨木市立彩都西小学校の校区を分離する形で新設開校した。2011年には閉校した茨木市立北辰中学校の校区のうち茨木市立清渓小学校の校区部分を通学区域に加えている。
校章は一般市民より公募された。

## 通学区域
- 茨木市立彩都西小学校の校区全域（彩都西中学校より2km以上離れている地区から通学する場合は自転車使用可）
- 茨木市立清渓小学校の校区全域（スクールバス使用）